# Jonzier-Épagny
Jonzier-Épagny település Franciaországban, Haute-Savoie megyében. Lakosainak száma 889 fő (2022. január 1.). Jonzier-Épagny Chênex, Dingy-en-Vuache, Minzier, Savigny és Vers községekkel határos.

## Népesség
A település népességének változása:
| Lakosok száma | 733  | 755  | 797  | 798  | 820  | 827  | 833  | 835  | 889  |
|               | 2013 | 2015 | 2016 | 2017 | 2018 | 2019 | 2020 | 2021 | 2022 |